# クラレンス・ケリー・ジョンソン
クラレンス・レオナルド・ジョンソン（Clarence Leonard Johnson、1910年2月27日 - 1990年12月21日）は、アメリカ合衆国の航空技術者。渾名は「ケリー (Kelly)」。

## 来歴
1932年に航空工学の修士号をミシガン大学で取得したジョンソンはロッキード社に入社して航空機技術者として頭角を現し、第二次世界大戦後はスカンクワークスで数々の航空機開発計画に参加した。いずれも尖った特徴を有する機体で世界最高水準の性能を有していた。彼は空軍の官僚的な体質とは反りが合わず、度々衝突していたと伝えられる。
軍用機だけではなく、民間機の開発も手掛けた。1958年コリアー・トロフィー受賞。

## 開発に関与した代表的な機体
- P-38
- F-80
- F-104
- U-2
- SR-71
- L-10 エレクトラ
- コンステレーション

## 著書
- Johnson, Clarence L. "Kelly", et Maggie Smith, 1985. Kelly: More Than My Share of It All. Smithsonian Institution Press, ISBN 0874745640